# Walesben történt légi közlekedési balesetek listája
A Walesben történt légi közlekedési balesetek listája mind a halálos áldozattal járó, mind pedig a kisebb balesetek, meghibásodások miatt történt, gyakran csak az adott légiforgalmi járművet érintő baleseteket is tartalmazza évenkénti bontásban.

## Walesben történt légi közlekedési balesetek

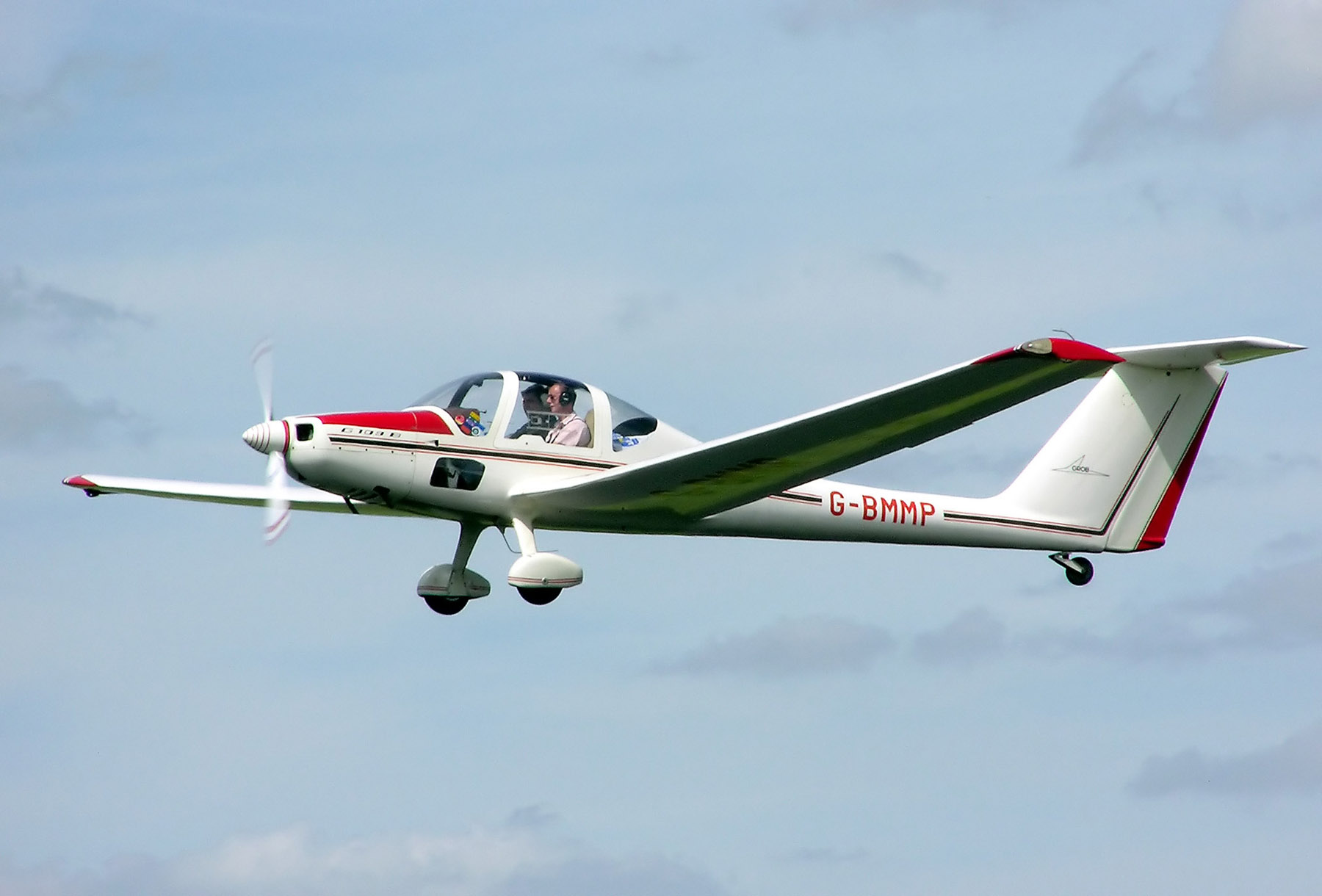
Egy Grob 109 B típusú repülő

### 2017
- 2017. március 29. Egy Lutonból felszállt Eurocopter AS 355 Écureuil 2 típusú helikopter zuhant le a Rhinog-hegységben. Öt fő életét vesztette.[1]

### 2018
- 2018. június 11., Raglan, Monmouthshire. Lezuhant egy Grob G 109B típusú repülőgép (lajstromjele: G-KHEH). A gépen kettő fő vesztette életét.[2][3]